# Amuna
Amuna je bil kralj Hetitov, ki je vladal okoli 1486–1466 pr. n. št. (kratka kronologija) oziroma  1550-1530 pr. n. št. (srednja kronologija).  Hetitsko kraljestvo je med njegovim vladanjem zelo trpelo in izgubilo velik del ozemlja.

## Družina
Amuna je bil sin kralja Zidante I. in vnuk Hantilija I. Na prestol je prišel z umorom svojega očeta. Imel je najmanj tri otroke, med njimi svojega naslednika Huzijo I.

## Vladanje
Znana je fragmentarna kronika Amunovega vladanja. Letopisi kažejo, da je Amuna uspešno izropal Nešo, ki se je kmalu opomogla. Zgleda, da se je vojskoval tudi z mestoma Šativara in Šuluki.
Nasledil ga je sin Huzija I.